# Да Силва, Говард
Говард Да Силва (англ. Howard Da Silva; настоящее имя: Говард Силверблатт (Howard Silverblatt); 4 мая 1909, Кливленд — 16 февраля 1986, Оссининг, штат Нью-Йорк) — американский актёр.
Говард участвовал в десятках постановок на нью-йоркской сцене, снялся более чем в двух десятках телевизионных программ и более чем в пятидесяти полнометражных фильмах. Будучи знатоком драмы и мюзиклов на сцене, Говард сыграл роль Джада Фрая в оригинальном мюзикле Роджерса и Хаммерстайна 1943 года «Оклахома!», а также исполнил роль прокурора в постановке «Принуждение» (1957). В 1960 году Говард Да Силва был номинирован на премию «Тони» как лучший актёр в мюзикле за работу в мюзикле «Фиорелло!», о мэре Нью-Йорка Ла Гуардии.

## Ранние годы
Да Силва родился 4 мая 1909 года в Кливленде, штат Огайо, в семье Берты (урождённой Сен) и Бенджамина Сильверблатта. Его родители были евреями, говорящими на идиш, родившимися в России. Его мать была активисткой за права женщин. Прежде чем начать актёрскую карьеру на сцене, он работал слесарем.
Да Силва был выпускником Технологического института Карнеги, а начиная с 1928 года в Театре гражданского репертуара изучал актёрское мастерство у Евы Ле Гальенн. Он изменил свою фамилию на португальскую Да Силва (имя иногда пишется с ошибками, Говард Де Силва).

## Карьера
В 1930-х и начале 1940-х годов Говард делал летние акции в Загородном клубе Пайн-Брук, расположенном в сельской местности Николса, Коннектикут, с «Групповым театром» (Нью-Йорк), созданным Гарольдом Клерманом, Черил Крофорд и Ли Страсбергом.
Да Силва появился в ряде бродвейских мюзиклов, в том числе в роли Ларри Формана в легендарной первой постановке мюзикла Марка Блицштейна «The Cradle Will Rock» (1938). Позже он снялся в оригинальной постановке 1943 года «Оклахома!» Роджерса и Хаммерстайна, сыграв роль психопата Джада Фрая. Он был добродушным Беном Марино, который выступал против Таммани-холла в победившем Пулитцеровском музыкальном фестивале «Fiorello!».
В 1969 году да Силва сыграл роль Бенджамина Франклина в мюзикле «1776». За четыре дня до открытия шоу на Бродвее он перенёс незначительный сердечный приступ, но отказался обращаться за медицинской помощью, потому что хотел убедиться, что критики увидят его выступление. После того, как четыре официальных выступления критиков закончились, актёры отправились на вечеринку, а Говард отправился в больницу и немедленно взял отпуск.
Пока Говард выздоравливал, его дублёром был Рекс Эверхарт, который и выступил на записи актёров. Да Силва смог повторить свою роль в киноверсии 1972 года и появился в этом альбоме с саундтреками.
Да Силва снялся в более чем 60 фильмах. Среди его запоминающихся ролей — главный бунтарь в «Морском волке» (1941), бармен Рэя Милланда в «Потерянном уикэнде» (1945) и полуслепой преступник в «Они живут по ночам» (1949). Он также выпустил альбом политических песен и баллад на «Monitor Records» (MP 595) под названием «Политика и покер».
В 1951 году Да Силва попал в «Чёрный список» Голливуда в связи с подозрениями в симпатиях к коммунистам.

## Избранная фильмография
| Год       |   | Русское название     | Оригинальное название | Роль                            |
| --------- | - | -------------------- | --------------------- | ------------------------------- |
| 1938      | ф | Мария-Антуанетта     | Marie Antoinette      | Тулон                           |
| 1941      | ф | Морской волк         | The Sea Wolf          | Харрисон                        |
| 1941      | ф | Сержант Йорк         | Sergeant York         | Лем                             |
| 1941      | ф | Блюз ночью           | Blues in the Night    | Сэм Париас                      |
| 1942      | ф | Крутой парень        | The Big Shot          | Сандор                          |
| 1942      | ф | Хранитель пламени    | Keeper of the Flame   | Джейсон Рикардс                 |
| 1945      | ф | Потерянный уикэнд    | The Lost Weekend      | Нэт                             |
| 1946      | ф | Синий георгин        | The Blue Dahlia       | Эдди Харвуд                     |
| 1947      | ф | Непобеждённый        | Unconquered           | Мартин Гарт                     |
| 1948      | ф | Они живут по ночам   | They Live by Night    | «Одноглазый» Чикамо Мобли       |
| 1949      | ф | Великий Гэтсби       | The Great Gatsby      | Джордж Уилсон                   |
| 1949      | ф | Инцидент на границе  | Border Incident       | Оуэн Парксон                    |
| 1950      | ф | Криминальная история | The Underworld Story  | Карл Дерем                      |
| 1951      | ф | Четырнадцать часов   | Fourteen Hours        | заместитель шефа полиции Москар |
| 1951      | ф | М                    | М                     | инспектор Карни                 |
| 1963—1964 | с | Защитники            | The Defenders         | Арнольд Фермюллер / Питер Коул  |
| 1964      | с | За гранью возможного | The Outer Limits      | Терман Катлер                   |
| 1966      | с | Беглец               | The Fugitive          | Пит Доус                        |
| 1974      | ф | Великий Гэтсби       | The Great Gatsby      | Мейер Вулфшим                   |
| 1981      | ф | Дорогая мамочка      | Mommie Dearest        | Луис Б. Майер                   |
| 1984      | ф | Гарбо рассказывает   | Garbo Talks           | Анджело Докакис                 |